# Karl von Rotteck
Karl Wenzeslaus Rodeckher von Rotteck (født 18. juli 1775 i Freiburg im Breisgau, død 26. november 1840 sammesteds) var en tysk historiker og politiker.
von Rotteck blev 1798 som professor i historie knyttet til sin fødebys universitet; 1818 overtog han i stedet professoratet i statsvidenskab, og fra denne tid deltog han ivrig i Badens politik som fører for det liberale parti, hvad der 1832 førte til hans afsættelse. Hans hovedværk er Allgemeine Geschichte (9 bind, 1812—27), der udkom i mange oplag, Lehrbuch des Vernunftrechts und der Staatswissenschaften (4 bind, 1829—35) og det store Staatslexikon, som han redigerede sammen med Welcker (12 bind, 1834—44). I disse og mangfoldige mindre skrifter kæmpede von Rotteck for liberalismens ideer, og især hans verdenshistorie nåede en overordentlig udbredelse; mere end nogen anden har von Rotteck påvirket og opdraget den generation i Tyskland, der fuldførte revolutionen 1848. En søn af ham, der også hed Karl von Rotteck, blev 1849 fører for det demokratiske parti i Baden og var under revolutionsbevægelsens korte sejr "Stadtdirektor" i Freiburg.